# Rockcreek, Oregon
Rockcreek là một khu thống kê trong quận Washington, phía bắc Quốc lộ Hoa Kỳ 26. Nó lấy tên của khu dân cư Rock Creek trong khu vực. Theo điều tra dân số năm 2000, dân số của khu thống kê này là 9.404.

## Địa lý
Rockcreek có trung tâm ở vị trí 45°33′16″B 122°52′47″T / 45,55444°B 122,87972°TĐã đưa tham số không hợp lệ vào hàm {{#coordinates:}} (45.554391, -122.879787)1.
Theo Cục điều tra dân số Hoa Kỳ, khu thống kê này có tổng diện tích 2,0 dặm vuông Anh (5,2 km²), tất cả đều là đất.